# اوروزوبک توکتومامبتوف
اوروزوبک توکتومامبتوف (به قرقیزی: Орозбек Токтомамбетов،  زادهٔ ۱۸ نوامبر ۲۰۰۱) یک کشتی‌گیر آزادکار اهل کشور قرقیزستان است.
از افتخارات وی می‌توان به کسب مدال برنز بازی‌های آسیایی ۲۰۲۲ اشاره کرد.